# 황정근
황정근(1961년 3월 5일~)은 대한민국의 변호사이다.

## 학력
- 예천동부초등학교 졸업
- 연희중학교 졸업
- 대성고등학교 졸업
- 서울대학교 법과대학 법학 학사

## 경력
- 1983 제25회 사법시험 합격
- 1985 제15기 사법연수원 수료
- 1986~1989 해군 법무관 중위 전역
- 1989~1991 서울민사지방법원 판사
- 1991~1993 서울지방법원 남부지원 판사
- 1993~1996 대전지방법원 서산지원 판사
- 1996 서울지방법원 서부지원 판사
- 1996~1998 법원행정처 송무심의관
- 1998~2000 서울고등법원 판사
- 2000~2002 창원지방법원 진주지원 부장판사
- 2002~2004 대법원 재판연구관 부장판사
- 2004~2015 김&장 법률사무소 변호사
- 2006.01 법률신문사 논설위원
- 2013.07 사단법인 새롭고 하나 된 조국을 위한 모임(새조위) 공동대표
- 2014.07 국회의장 직속 국회개혁자문위원회 자문위원
- 2015.03 주식회사 법률신문사 이사·편집위원
- 2015~2017 황정근법률사무소 변호사
- 2017.11~現 법무법인 소백 대표변호사
- 2018.03~2021.03 주식회사 루멘스 사외이사
- 2021.11 대통령소속 군사망사고진상규명위원회 고문변호사
- 2023~2024 국민의힘 중앙윤리위원장
- 2024.09~ 10·29이태원참사 진상규명과 재발방지를 위한 특별조사위원회 위원 (비상임)
- 2025.01~ 제24대 국회도서관장 취임

### 그외 이력
- 바른선거문화연구소 소장
- 국방부 정책자문위원
- 재단법인 어린이공연문화재단 행복한아이 감사
- 재경대구경북시도민회 상임부회장
- 은풍회·예법회·정심회·예언회·학가산회 회원